# Sonny Karlsson (fotbollsspelare född 1988)
Sonny Karlsson, född Hamulic 14 juni 1988 i Biskopsgårdens församling i Göteborg, är en svensk fotbollsspelare som spelar för Råslätts SK. Han har tidigare spelat för bland annat Landskrona BoIS, Utsiktens BK, Syrianska FC, Husqvarna FF och grekiska AEL Kalloni.

## Spelarkarriär
I januari 2016 värvades Karlsson av grekiska AEL Kalloni, där han skrev på ett halvårskontrakt. I augusti 2017 värvades Karlsson av IK Oddevold.
I januari 2018 värvades Karlsson av Oskarshamns AIK, där han skrev på ett tvåårskontrakt. Efter säsongen 2019 lämnade Karlsson klubben.
Den 26 februari 2020 skrev Karlsson på ett ettårskontrakt med Division 3-klubben Västerviks FF. Västerviks FF och  Karlsson bröt ömsesidigt kontraktet den 15 juli 2020. Karlsson hann notera för 2 matcher i klubben. 
I februari 2021 blev Karlsson klar för Husqvarna FF i Division 2. Efter säsongen 2021 lämnade han klubben.
I januari 2022 blev Karlsson klar för Division 3-klubben Gislaveds IS. I juni 2022 gick Karlsson till Assyriska IK.
I november 2022 skrev Sonny Karlsson på för division 3-klubben Tidaholms G&IF där han från och med säsongen 2023 är spelande assisterande tränare. Inför höstsäsongen 2023 återvände Karlsson till Assyriska IK.

## Tränarkarriär
I november 2023 blev Karlsson klar som huvudtränare för Assyriska IK inför säsongen 2024.